# تاريخ رحلات الفضاء

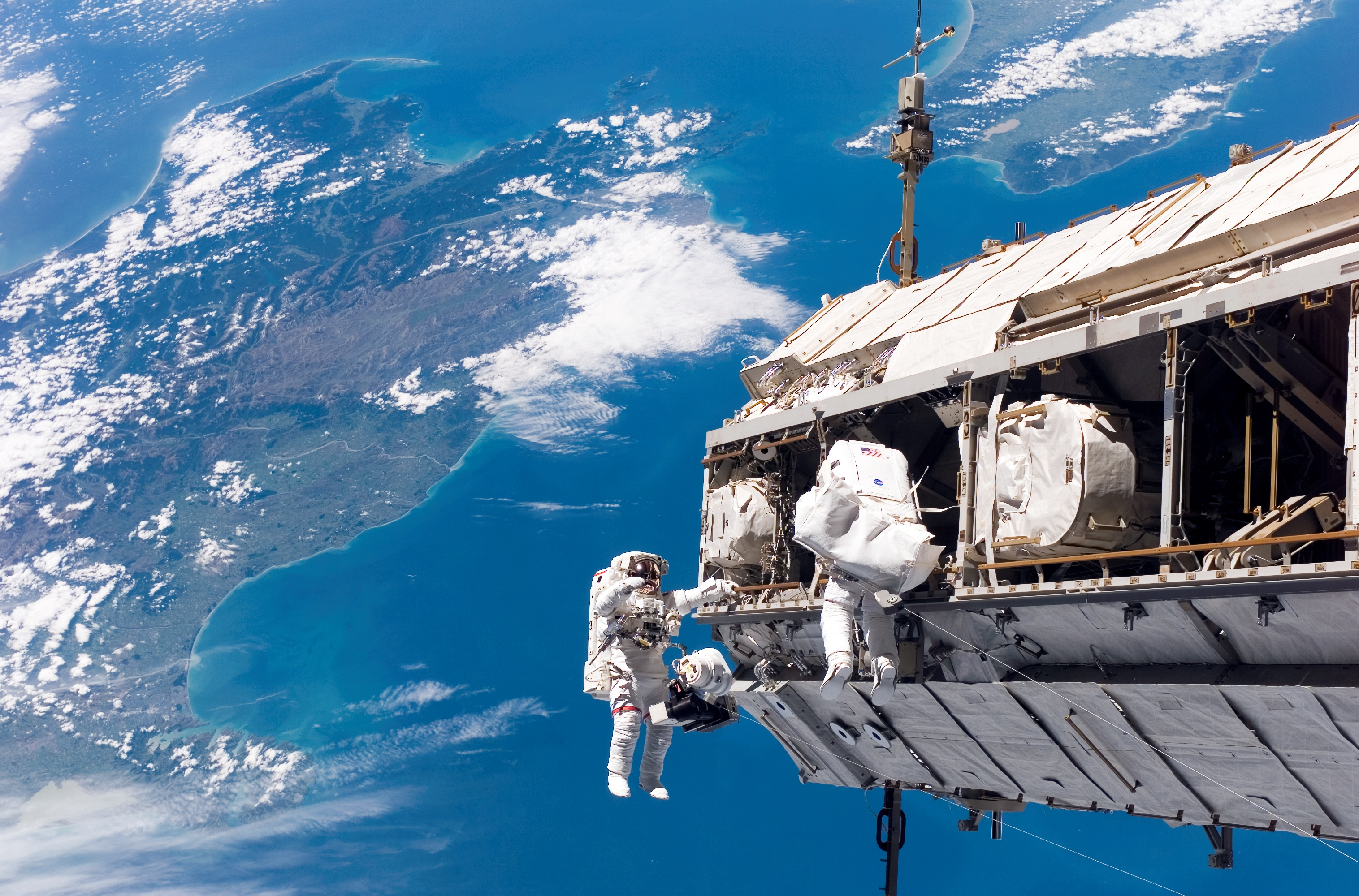
عدد عمليات السير في الفضاء اللازمة لبناء محطة الفضاء الدولية تسببت في تضاؤل قاعدة الخبرة الموجودة آنذاك لهذا النشاط، وهي عقبة تًسمى "جدار النشاط الخارجي للمركبة الفضائية".

أصبحت الرحلات الفضائية جزءاً من الإنجازات البشرية عقب الاكتشافات النظرية والتطبيقية لقسطنطين تسيولكوفسكي وروبرت جوددارد. احتل الاتحاد السوفيتي الصدارة في سباق فضاء ما بعد الحرب بإطلاق أول قمر صناعي، وأول رجل وأول امرأة إلى المدار الفضائي. كما استطاعت الولايات المتحدة اللحاق بمنافسيها السوفيتيين بإطلاق أول رجل للهبوط على سطح القمر عام 1969.
عقب نهاية سباق الفضاء اتسمت رحلات الفضاء بتعاون دولي أكبر وإمكانية الدخول إلى المدار الأرضي المنخفض بأقل تكلفة والتوسع في المشاريع التجارية. زارت المسابر الكوكبية جميع كواكب النظام الشمسي لكن ظل البشر حول المدار وعلى متن المحطات الفضائية لمدة طويلة مثل مير ومحطة الفضاء الدولية. برزت الصين مؤخراً بصفتها الدولة الثالثة لقدرتها الكبيرة على إطلاق رحلات فضائية بما في ذلك البعثات المأهولة.

## خلفية

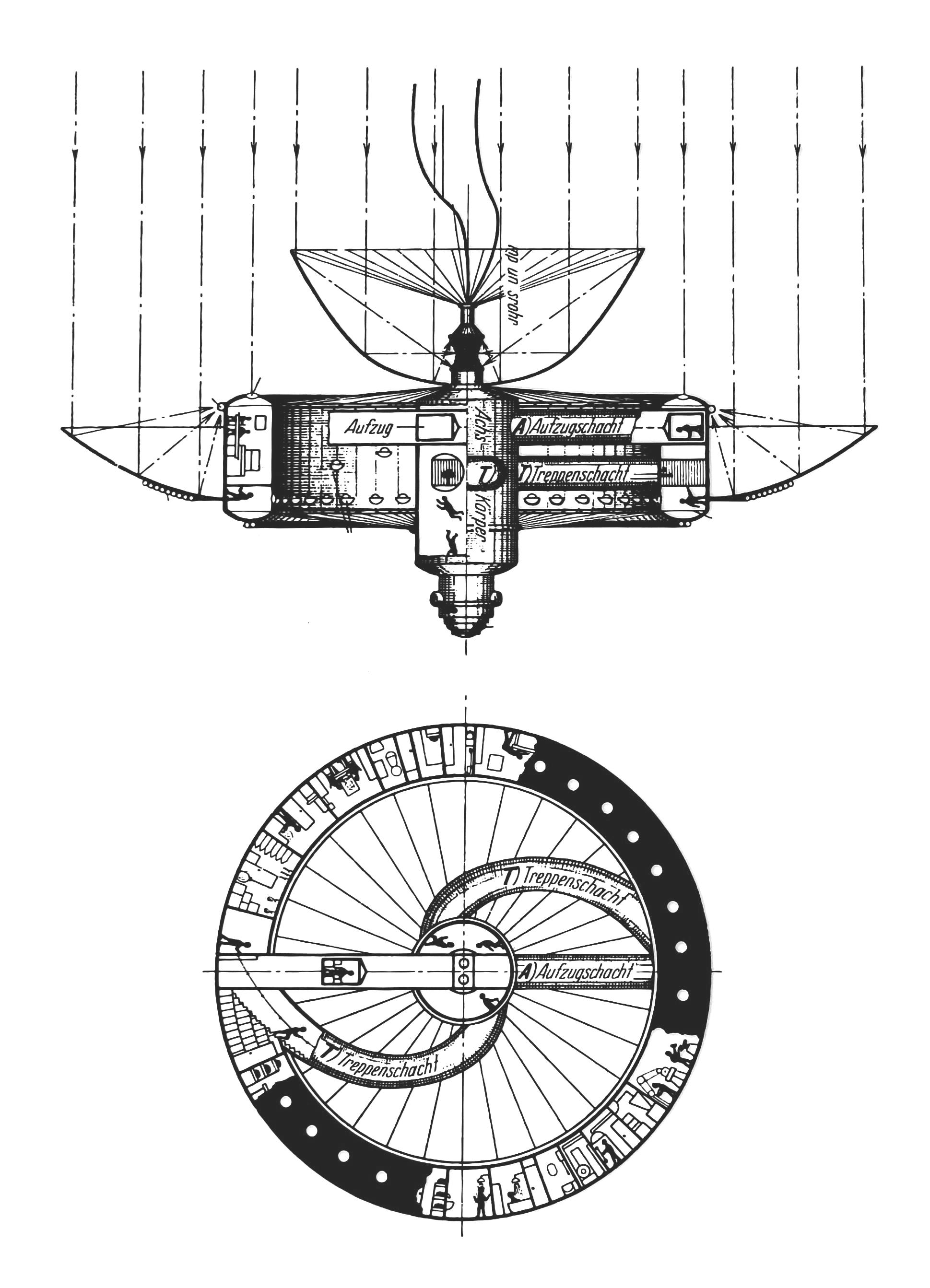
رسم توضيحي لمحطة فضائية مذكورة في كتاب «مشاكل رحلات الفضاء» لهيرمان نووردونج عام 1929.

بدأت موجة من التحقيق العلمي – في بداية القرن العشرين – للتأكد من إمكانية السفر بين الكواكب، وهي مستوحاة من الخيال لكتاب مثل جول فيرن (من الأرض إلى القمر) وهربرت جورج ويلز (حرب العوالم).
كان قسطنطين تسيولكوفسكي أول من قدم اقتراحاً واقعياً لرحلة الفضاء. نُشر عمله الشهير "Исследование мировых пространств реактивными приборами" أو "استكشاف الفضاء الكوني بالآليات التفاعلية" "، لكن هذا العمل النظري لم يكن له تأثير واسع خارج روسيا.
صارت رحلات الفضاء ممكنة هندسياً بعد نشر عمل لروبرت جوددارد عام 1919 من بحثه «طريقة لبلوغ الارتفاعات القصوى»، كما أن استخدامه لمنفث دي لافال للصاروخ ذي الوقود السائل أعطى القوة الكافية لاحتمالية السفر بين الكواكب. كان لهذا البحث أثره الكبير على هيرمان أوبيرث وفيرنر فون براون اللذين قادا فيما بعد رحلات الفضاء.
هيرمان نووردونج – المسؤول السلوفيني – كان أول من بنى تصوره حول محطة فضائية كاملة في كتابه «مشكلة رحلات الفضاء».
صاروخ فاو-2 الألماني هو أول صاروخ يصل للفضاء خلال اختبار الطيران في يونيو عام 1944.

## سباق الفضاء
الاتحاد السوفيتي والولايات المتحدة كانا أول من طور رحلات الفضاء المدارية – المأهولة وغير المأهولة – خلال الحرب الباردة في منافسة يُطلق عليها سباق الفضاء.

### أول قمر صناعي غير مأهول

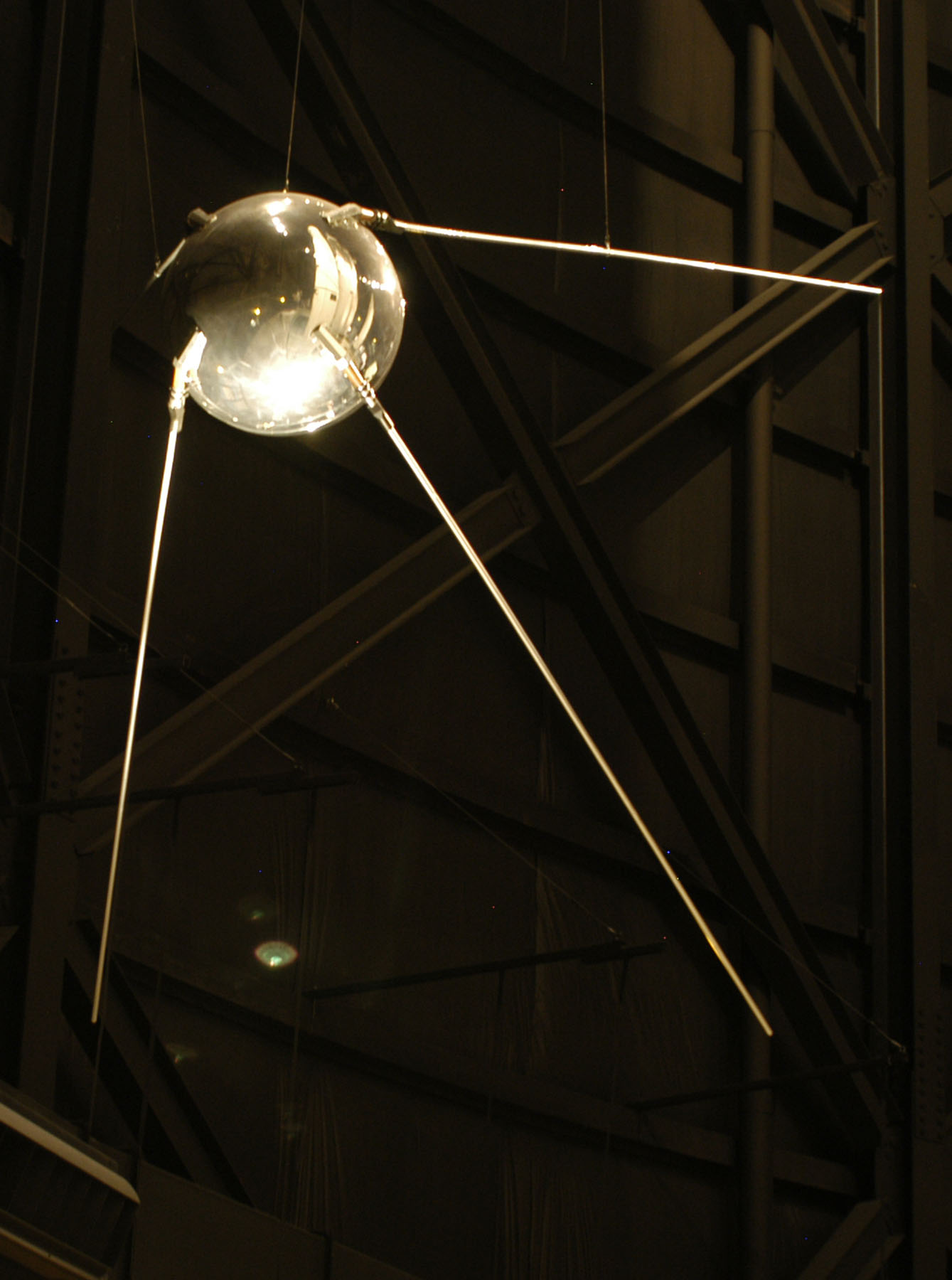
صورة معروضة مماثلة للقمر الصناعي سبوتنك-1

بدأ السباق عام 1957 عندما أصدر كل من الولايات المتحدة والاتحاد السوفيتي تصريحات مُعلنة عن نيتهم لإطلاق أقمار صناعية. أعلنت الولايات المتحدة 27 يوليو عام 1957 عن خطة إطلاق قمر فونجارد في ربيع 1958، بينما أعلن الاتحاد السوفيتي يوم 31 يوليو لنفس العام إطلاقه قمراً صناعياً في خريف 1957.
في يوم 4 أكتوبر عام 1957 أطلق الاتحاد السوفيتي قمر سبوتنك-1؛ وهو أول قمر صناعي أرضي في تاريخ البشرية.
في 3 نوفمبر 1957 أطلق الاتحاد السوفيتي قمر سبوتنك-2؛ وهو ثاني قمر صناعي والأول الذي يحمل حيواناً حياً وهو الكلبة لايكا. كما أطلق قمر سبوتنك-3 في 15 مايو 1958 الذي حمل مجموعة كبيرة من الأجهزة لإجراء بحوث جيوفيزيائية وقدم بيانات بشأن الضغط ومكونات الغلاف الجوي العلوي، وتركيز الجسيمات المشحونة، والفوتونات في الآشعة الكونية، والنوى الثقيلة في الآشعة الكونية، والحقول الكهربية والمغناطيسية والجزيئات النيزكية.
نجحت الولايات المتحدة – بعد سلسلة من الإخفاقات – في إطلاق القمر الصناعي إكسبلورر 1 في 1 فبراير 1958، وهو أول قمر صناعي للولايات المتحدة في الفضاء. كان القمر مُحمل بالأجهزة العلمية، واستطاع التقاط حزام فان آلن الإشعاعي.
أثار إطلاق القمر الصناعي سبوتنك-1 صدمة في الولايات المتحدة أُطلق عليها أزمة سبوتنك. في 29 يوليو عام 1958 أصدر الكونغرس الأمريكي قانوناً بتحويل اللجنة الاستشارية الوطنية للملاحة الجوية (NASA) إلي الإدارة الوطنية للملاحة الفضائية والفضاء وهي مسؤولة عن برامج الأبحاث المدنية الفضائية للدولة. بدأت ناسا في عام 1959 مشروع ميركوري بإطلاق كبسولات تسع شخص واحد إلى مدار الأرض، كما اختارت فريق مُكون من سبعة رواد فضاء وقُدموا باسم السبعة ميركوري.

### أول رجل في الفضاء

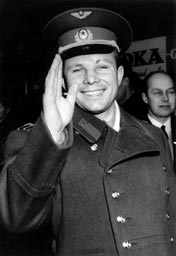
يوري جاجارين

في 12 أبريل عام 1961 أرخ الاتحاد السوفيتي بداية عصر رحلات الفضاء المأهولة التي بدأت بإطلاق أول رائد فضاء إلى الفضاء وهو يوري جاجارين. رحلة جاجارين- وهي جزء من مهمة فوستوك السوفيتية لبرنامج استكشاف الفضاء- استغرقت 108 دقيقة وتضمنت دورة واحدة حول الأرض.
في 7 أغسطس 1961 أصبح جيرمان ستيبانوفيتش تيتوف – رائد فضاء سوفيتي آخر – ثاني رجل يدور في الفضاء خلال مهمة فوستوك-2.
بحلول 16 يونيو 1962 كان الاتحاد قد أطلق ستة رواد فضاء لمهمة فوستوك؛ حلق زوجين منهم بشكل متزامن، واستطاعوا إكمال ما يصل إلى 260 دورات في الفضاء في خلال 60 يوم فقط في الفضاء.
في 5 مايو 1961 أطلقت الولايات المتحدة آلان شيبارد - أول رائد فضاء ميركوري – في رحلة فضاء شبه مدارية على متن المركبة الفضائية ميركوري ريدستون 3 المعروفة ب Freedom 7. كانت الصدمة في المجتمع الأمريكي في تزايد مستمر كما انزعجت الولايات المتحدة نتيجة اتساع الدور الريادي للاتحاد السوفيتي، مما دفع الرئيس جون كينيدي – في 25 مايو – إلى إعلان خطة هبوط رجل على القمر بحلول عام 1970، وإطلاق الرجال الثلاث التابعين لبرنامج أبولو.
في 20 فبراير عام 1962 نجحت الولايات المتحدة في إطلاق جون غلين – أول رائد فضاء مداري أمريكي – لثالث رحلة فضاء مدارية مأهولة في التاريخ، واستطاع إكمال ثلاث دورات خلال مهمته على متن المركبة الفضائية فريندشب 7 (Friendship 7). بحلول 16 مايو عام 1963 أطلقت الولايات المتحدة ستة رواد فضاء تابعين لمشروع ميركوري مسجلين ما يبلغ 34 دورة حول الأرض و 51 ساعة في الفضاء.

### أول امرأة في الفضاء

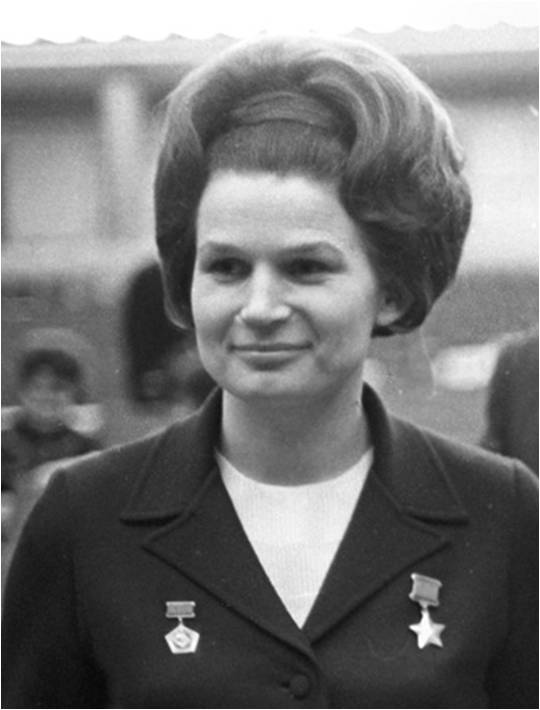
فالنتينا تريشكوفا

فالنتينا تريشكوفا هي أول امرأة في الفضاء وكانت سابقاً مدنية مُتدربة على الهبوط بالمظلات. استطاعت فالنتينا الدخول إلى المدار في 16 يونيو عام 1963 على متن مركبة الفضاء السوفيتية فوستوك 6. اقترح سيرجي كوروليوف – كبير مصممي مركبة الفضاء السوفيتي – فكرة لتوظيف مجموعة من رواد الفضاء النساء، وإطلاق امرأتين بشكل متزامن على متن مركبة الفضاء 5/6. تم تغيير خطته رغم ذلك ليتم إطلاق رجل في مركبة الفضاء فوستوك 5، ولحقته بفترة قصيرة تريشكوفا. تحدث خروتشوف بنفسه إلي تريشكوفا عن طريق الجهاز اللاسلكي أثناء رحلتها.
في 3 نوفمبر عام 1963 تزوجت تريشكوفا من أندريان نيكولايف _ وهو رائد فضاء زميلاً لها – الذي انطلق سابقاً في مهمة الفضاء فوستوك 3. في 8 يونيو عام 1964 أنجبت تريشكوفا طفلة، وهي أول طفلة تنحدر من رواد فضاء. انفصل الزوجان عام 1982، واستمرت تريشكوفا لتصبح عضواً بارزاً بالحزب الشيوعي السوفيتي.
الطائرة سفيتلانا سافيتسكايا هي ثاني امرأة تسافر إلى الفضاء على متن المركبة الفضائية سويوز تي-7 في 18 أغسطس عام 1982.
سالي رايد هي أول أمريكية تتسافر إلى الفضاء على متن المكوك الفضائي إس تي إس-7 في 18 يونيو عام 1983. صار سفر رائدات الفضاء إلى الفضاء شيئاً مألوفاً في ثمانينات القرن الماضي.

### تطور السباق
عمل كوروليوف تحت ضغط خروتشوف لإنتاج بسرعة أكبر المزيد من الإنجازات في مجال الفضاء لتنافس مشروعات أبولو وجمناي. بدلاً من السماح له بتطوير عائلة المركبات الفضائية سويوز أُجبر على إجراء تعديلات على المركبة الفضائية فوستوك لتتسع لرجلين أو ثلاث رجال، وسُميت بعد ذلك فوسخود.أُطلق اثنان فقط من تلك المركبات. فوسخود 1 هي أول مركبة فضائية مكونة من طاقم لثلاثة أفراد لم يتمكنوا من ارتداء بذلة الفضاء بسبب قيود الحجم والوزن. قام أليكسي ليونوف بأول جولة في الفضاء عندما غادر المركبة الفضائية فوسخود 2 في 8 مارس عام 1965. كاد أليكسي يُفقد في الفضاء عندما حاول بصعوبة بالغة العودة إلى المقصورة ببذلته الفضائية الضخمة من خلال غرفة معادلة الضغط، كما أن خطأ في الهبوط تسبب في فقده هو وفريقه خلال الأخشاب الخطيرة لساعات قبل عثور فريق الإنقاذ عليهم.
تأخر بدء بعثات جمناي المأهولة بعد سنة لما خططته وكالة ناسا، لكن تم إطلاق عشر بعثات ناجحة بشكل كبير في عامي 1965 و1966، مما سمح للولايات المتحدة بتولي زمام المبادرة عن طريق تحقيق الالتقاء والالتحام الفضائي للمركبتين (جيميني 6أ) و (جيميني 8). كما حققت رحلات طويلة المدى: 8 أيام لمركبة جيميني 5 وأربعة عشر يوم لمركبة جيميني 7، بالإضافة إلى القدرة على استعراض نشاط خارج المركبة الفضائية مما أتاح إمكانية إنجاز بعض الأعمال خارج المركبة الفضائية جيميني 12.
لم يُطلق الاتحاد السوفيتي أي رحلات مأهولة خلال تلك الفترة لكنه استمر في تطوير المركبة الفضائية سويوز، كما وافق سراً على تحدي القمر الذي أعلنه كينيدي ضمنياً. بدأ الاتحاد بتصميم بدائل لمركبة سويوز الفضائية للهبوط على سطح القمر ولملائمة المدار القمري. حاول أيضاً تطوير صاروخ N1 ؛ وهوصاروخ حامل ضخم لمركبة فضائية مأهولة مُشابه لصاروخ زحل 5 الأمريكي.
فيما تسارعت الدولتان لإطلاق مراكبهم الفضائية الجديدة المأهولة، اشتدت حدة المنافسة بينهم في أوائل عام 1967 الذي انتهى بمصرع أول طاقم لهم. في 27 يناير لقي الفريق الكامل للمركبة الفضائية أبولو 1 - وجس جريسوم وروجر تشافي وإيد وايت – مصرعهم اختناقاً في حريق اجتاح المقصورة خلال إجراء فحص أرضي قبل شهر واحد من عملية الإطلاق المُخطط لها. في 24 أبريل لقى فلاديمير كوماروف – الطيار الوحيد لمركبة سويوز 1 – مصرعه في حادث تحطم نتيجة تشابك المظلات عند هبوطه بعد مهمة استمرت لمدة قليلة بسبب المشاكل الكهربائية ونظام التحكم. تعرف المصممين على أسباب الحادثتين التي نتجت عن عيوب تصميم في المركبة الفضائية، وصُححت قبل استئناف رحلات الفضاء المأهولة.

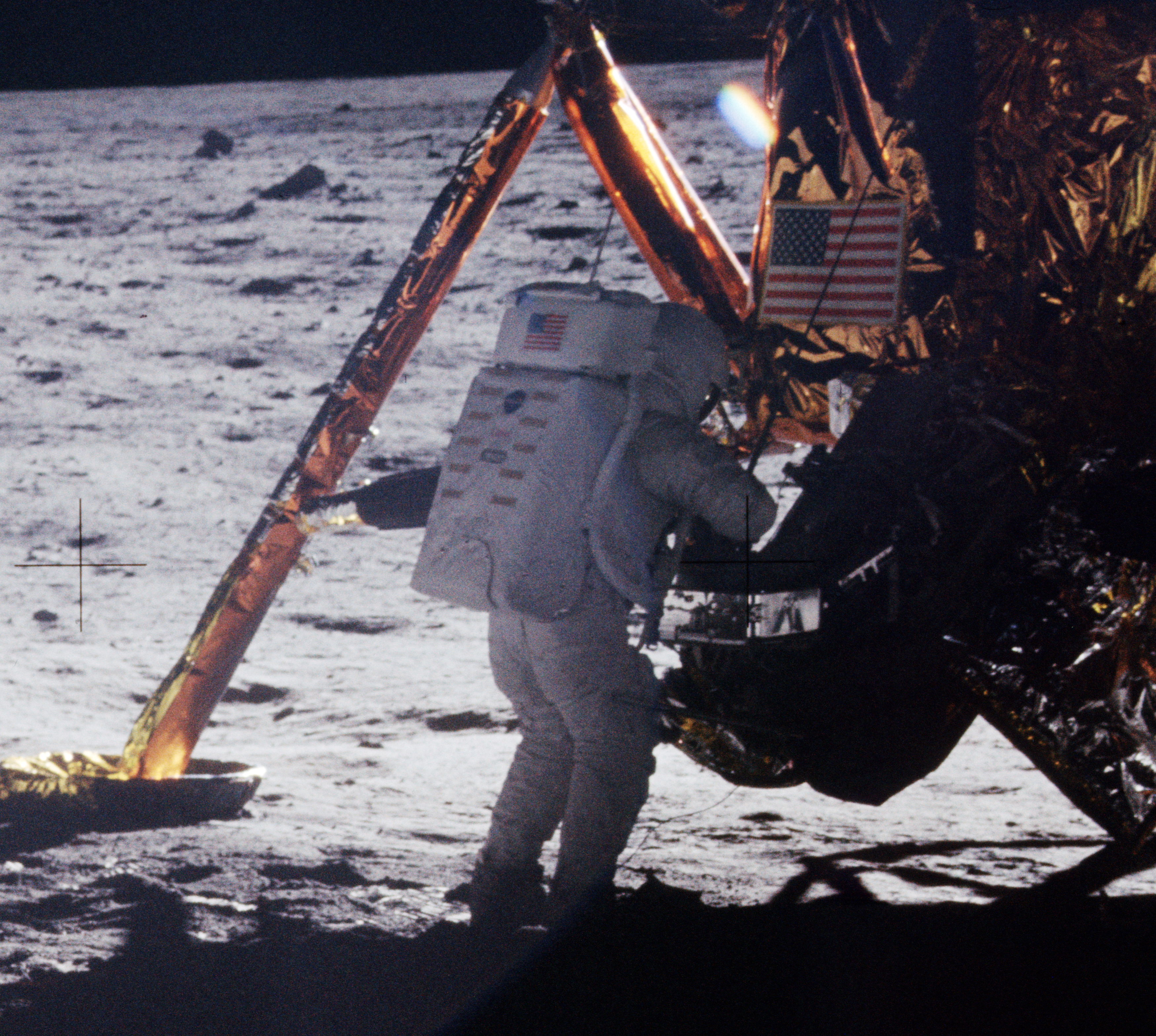
نيل آرمسترونغ يعمل في مركبة الهبوط على القمر في واحدة من الصورة النادرة المُلتقطة له من سطح القمر. صورة ناسا AS11-40-5886.

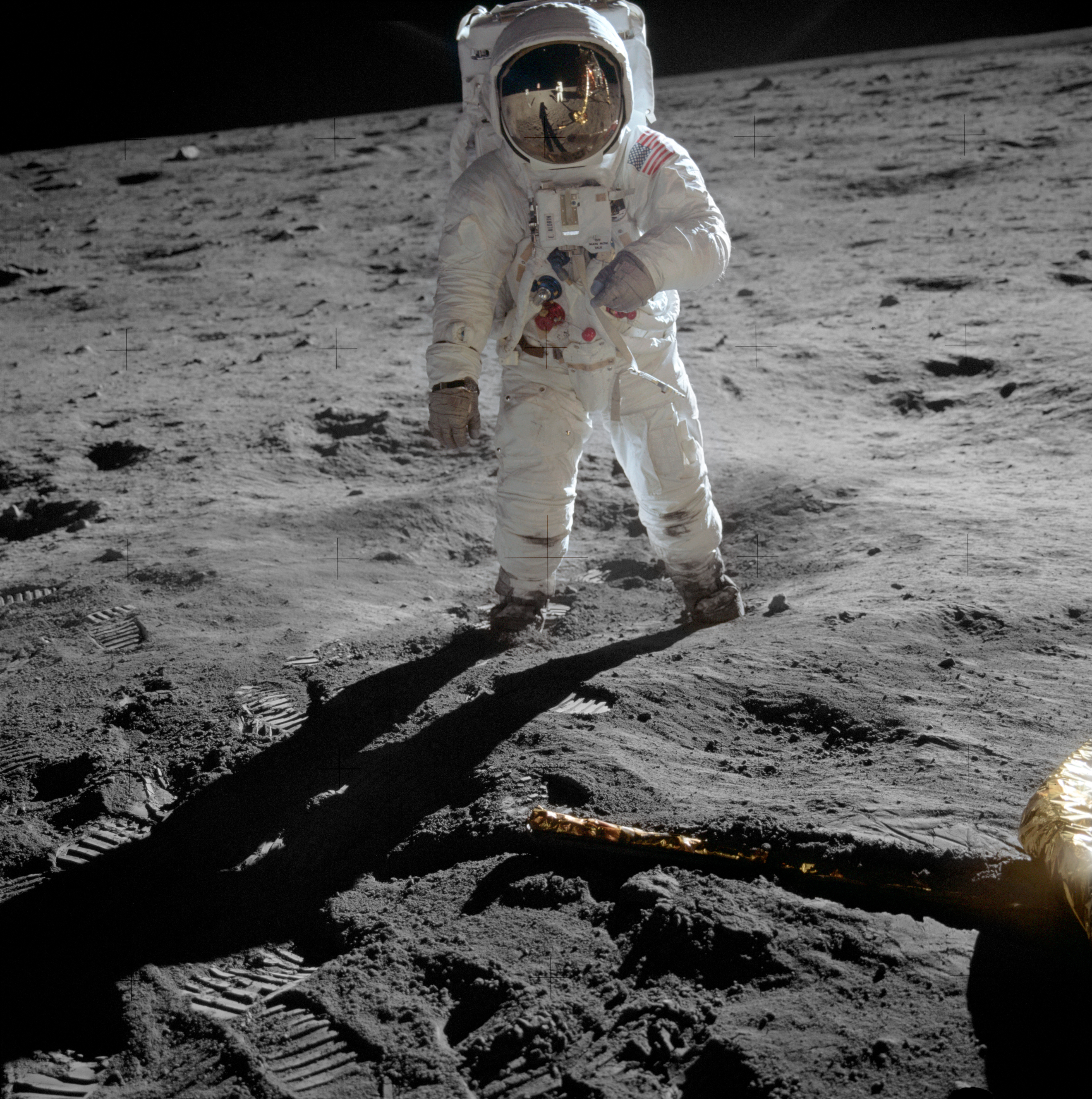
يقف باز ألدرين على سطح القمر بطريقة تسمح لنيل آرمسترونغ بتصوير كلٍ منهما من خلال انعكاس القناع الواقي.

نجحت الولايات المتحدة في تحقيق هدف جون كينيدي بعد هبوط مركبة أبولو 11 في 20 يوليو عام 1969. نيل آرمسترونغ وبز ألدرن هما أول من وطأت قدماهما سطح القمر. تحققت بعد ذلك ستة هبوطات ناجحة كالسابقة خلال عام 1972، لكنها فشلت مرة واحدة فقط على مركبة أبولو 13.
تكبد صاروخ N 1 أربع خسائر فادحة بعد فشل في محاولة الإطلاق بين عامي 1969 و1972، كما توقفت الحكومة السوفيتية رسمياً عن برنامجها القمري المأهول في 24 يونيو 1974 بعد أن خلف كوروليوف فالونتين غلوشكو بصفته مصمم عام للمركبات الفضائية.
واصلت كلتا الدولتين إطلاق معامل الفضاء الصغيرة نسبياً المأهولة غير الدائمة مثل ساليوت وسكاي لاب باستخدام المركبات الفضائية سويوز وأبولو بصفتها مكوكات. أطلقت الولايات المتحدة محطة واحدة لسكاي لاب، فيما أطلق الاتحاد السوفيتي ما يصل إلى 7 محطات لساليوت، وكانت ثلاث منهم محطات استطلاع ألماظ سرية عسكرية مأهولة التي حملت مدافع دفاعية. اتضح بعد ذلك أن محطات الاستطلاع المأهولة فكرة غير مناسبة بعد أن أثبتت الأقمار غير المأهولة قدرتها على أداء المهمة بفعالية أكثر من ذلك من حيث التكلفة. خططت القوات الجوية الأمريكية لإطلاق المحطة المدارية المأهولة- محطة استطلاع مأهولة - إلا إنها أُلغيت عام 1969. بعد ذلك ألغي الاتحاد السوفيتي ألماظ عام 1978.
في موسم الانفراج الدولي وضع المنافسين نهاية لهذا السباق وتصافحا (حرفياً) في 17 يوليو عام 1957، بالتزامن مع مشروع أبولو-سويوز التجريبي حيث رست المركبتان، وتبادل الطاقمان الزيارات.

## برامج

### المكوك الفضائي للولايات المتحدة

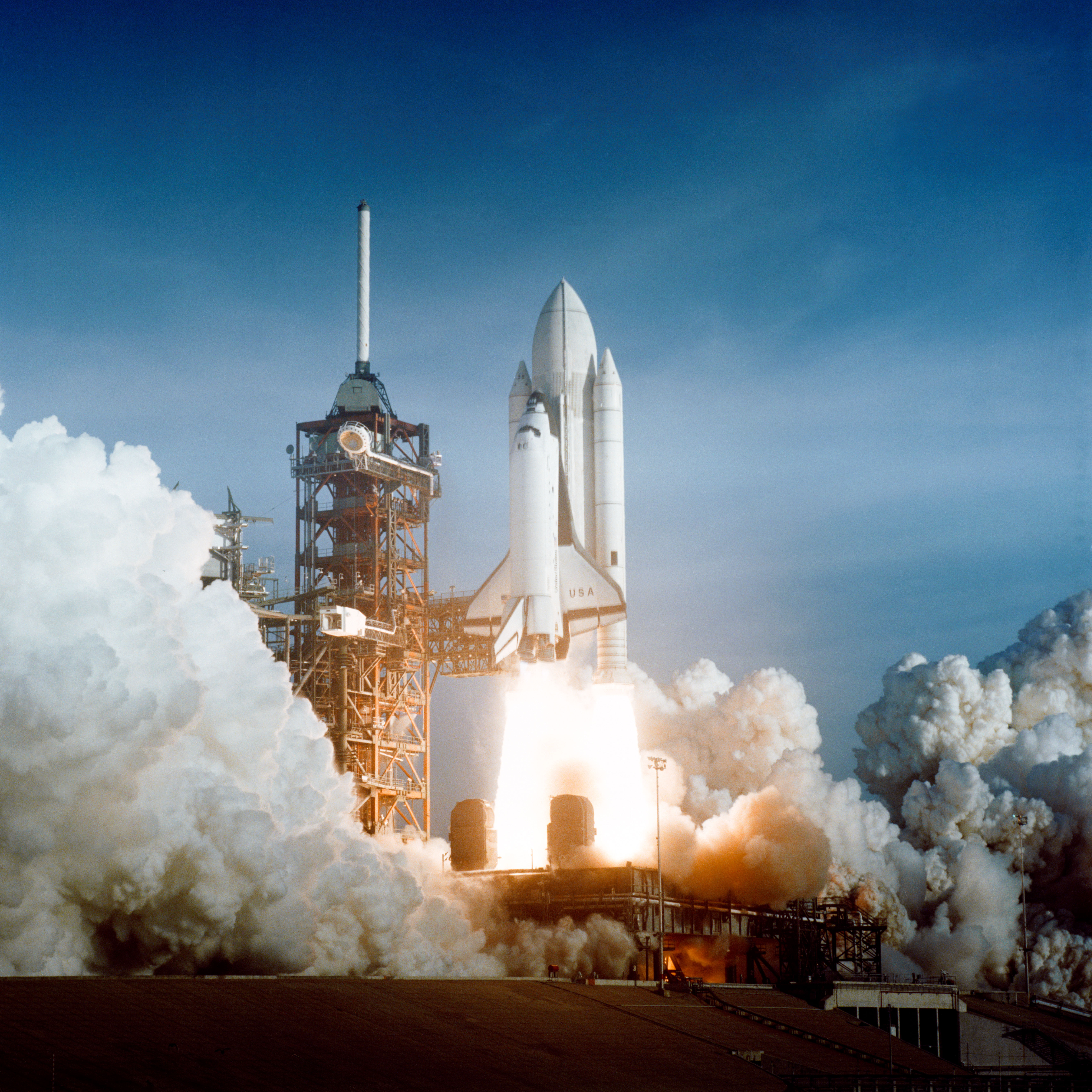
مكوك الفضاء الكولومبي، بعد اشتعال المحرك بثوانٍ عام 1981.

على الرغم من تباطؤ وتيرته إلا إن استكشاف الفضاء استمر حتى بعد نهاية سباق الفضاء. أطلقت الولايات المتحدة المكوك الفضائي – المركبة الفضائية الأولى التي يُمكن إعادة استخدامها – خلال الذكرى العشرين لانطلاق غاغارين يوم 12 أبريل عام 1981. في 15 نوفمبر عام 1988 كرر الاتحاد السوفيتي ما سبق بإطلاقه المكوك الفضائي بوران لرحلة فضائية غير مأهولة، وهي المركبة الفضائية الأولى والوحيدة للاتحاد السوفيتي التي يُمكن إعادة استخدامها. لم تُستخدم المركبة بعد ذلك قط بعد انطلاق الرحلة الأولى، إلا أن الاتحاد السوفيتي استمر في تطوير المحطات الفضائية باستخدام مركبة سويوز باعتبارها المكوك الخاص بالطاقم.
سالي رايد هي المرأة الأمريكية الأولي التي انطلقت إلى الفضاء عام 1983. إيلين كولينز هي أول امرأة تقوم بقيادة مكوك فضائي، واستطاعت أن تكون أول امرأة تقود مركبة فضائية للولايات المتحدة بعد انطلاقها لرحلة الفضاء STS-93 في يوليو عام 1999.
استمرت الولايات المتحدة في إطلاق مهامها إلى محطة الفضاء الدولية وغيرها من الأهداف باستخدام نظام المكوك عالي التكلفة، وسُحب هذا النظام من الخدمة عام 2011.

### سويوز/ مير
سجل فاليري بولياكوف الرقم القياسي لأطول مدة تحمل بشري في رحلة فضاء فردية؛ حيث غادر الفضاء في 8 يناير عام 1994، وظل على متن المحطة الفضائية مير لمدة 437 يوم و17 ساعة و58 دقيقة و16 ثانية، وعاد يوم 22 مارس 1995. يحمل سيرجي كريكاليف الرقم القياسي الحالي ليبلغ مجموع إجمالي الوقت في الفضاء 803 يوم و9 ساعات و39 ثانية. ظلت مركبة الفضاء مير مأهولة لمدة 3.644 يوم – ما يصل إلى عشر سنين إلا ثمانية أيام – في المدة ما بين إطلاق المركبة الفضائية سويوز تي إم-8 في 5 سبتمبر عام 1989 وهبوط المركبة الفضائية سويوز تي إم-29 في 28 أغسطس عام 1999. ظل هذا الرقم القياسي مسجل حتى تجاوزته محطة الفضاء الدولية عام 2010، حيث ظلت محطة الفضاء الدولية مأهولة لمد 5214 يوم.

### محطة الفضاء الدولية

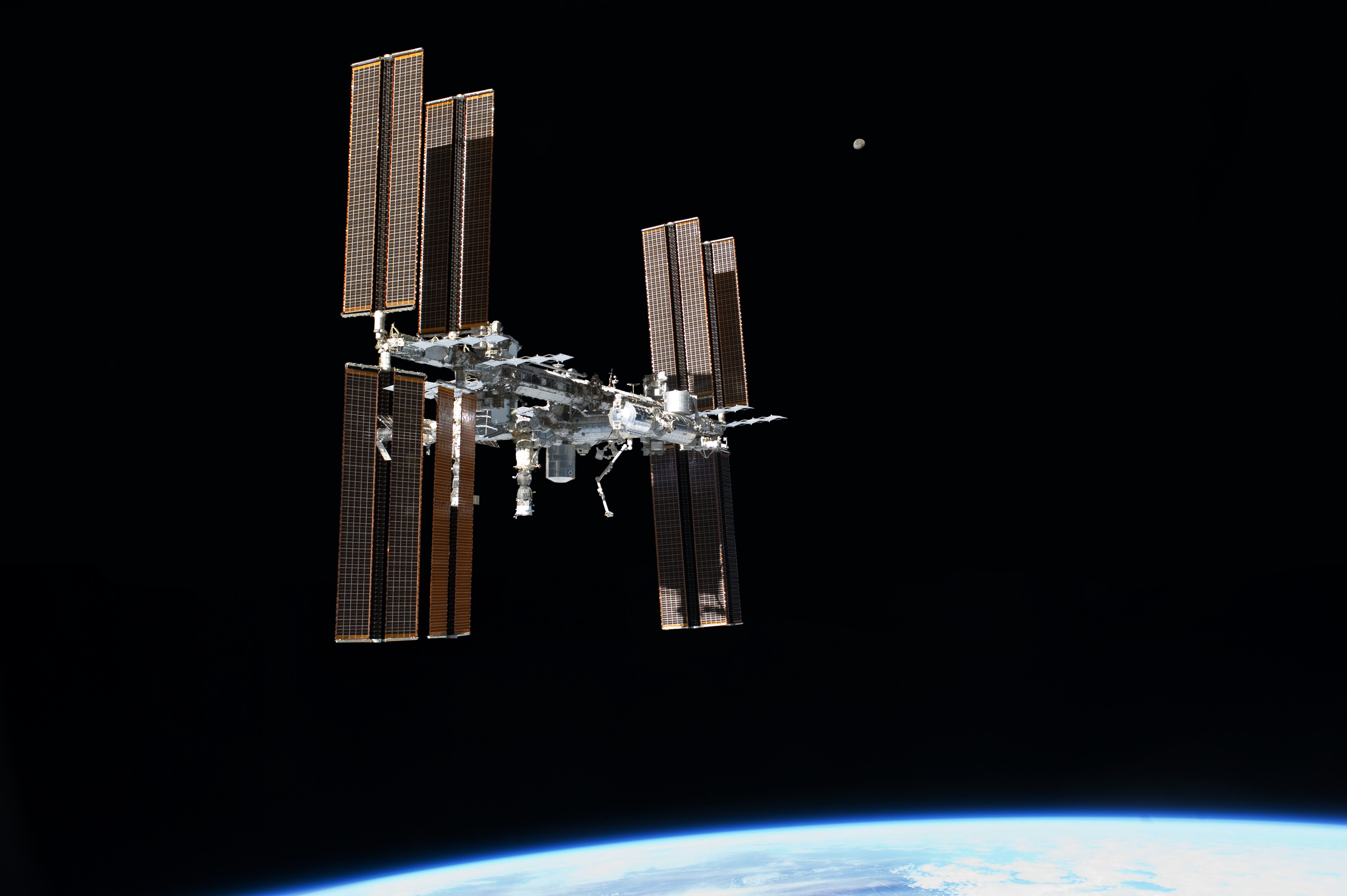
محطة الفضاء الدولية كما أطلع عليه مكوك الفضاء أتلانتيس.

وصلت الاستكشافات الفضائية الحديثة – إلى حد ما في مجال التعاون العالمي - إلى ذروتها فتم بناء وتشغيل محطة الفضاء الدولية ISS. في الوقت نفسه يُمكن اعتبار سباق الفضاء الدولي بين قوى الفضاء الصغرى – منذ نهاية القرن العشرين- تأسيس لمجالات إطلاق الصواريخ وسياحة الفضاء والعمل على توسيعها.
استمرت الولايات المتحدة في استكشاف الفضاء، بما في ذلك المشاركة الرئيسية مع محطة الفضاء الدولية والنماذج الخاصة بها. كما خططت لمجموعة من مسابير المريخ غير المأهولة، والأقمار الصناعية العسكرية والمزيد من ذلك. يهدف برنامج الفضاء الكوكبي – الذي بدأه الرئيس الأمريكي جورج بوش عام 2004 – لإطلاق جيل جديد من المركبة الفضائية أوريون متعددة الوظائف بحلول عام 2018. كان من المقرر العودة لاحقاً إلى القمر بحلول عام 2020، ومن ثم تتبعه بعد ذلك رحلات فضائية مأهولة إلى المريخ، لكن لُغى البرنامج عام 2010 لتشجيع الإمكانات التجارية لعمليات الإطلاق المأهولة للولايات المتحدة.
تمتلك روسيا – وهي تابعة للاتحاد السوفيتي – إمكانات عالية لكن التمويل صغير. البرامج الفضائية الخاصة بها لها طابع عسكري، وتؤدي وظائف مختلفة. كما تقدم خدمة إطلاق تجارية ذات نطاق واسع، وتستمر في دعم محطة الفضاء الدولية بنماذجها الخاصة. بالإضافة إلى ذلك فهي تتولى عملية تشغيل المركبات الفضائية المأهولة والمُحملة بالبضائع، والتي استمرت بعد انتهاء برنامج المكوك الفضائي للولايات المتحدة. تعمل روسيا على تطوير مركبة فضائية جديدة مأهولة متعددة الوظائف تعمل بنظم النقل الفضائي المستقبلي لاستخدامها عام 2018، ولديها خطط لأداء مهام إلى القمر مأهولة كذلك. يهدف البرنامج إلى وضع رجل على القمر في عشرينيات القرن الواحد وعشرين، لتصبح ثاني دولة تقوم بذلك.

### وكالة الفضاء الأوروبية
أخذت وكالة الفضاء الأوروبية زمام المباردة في عمليات الإطلاق غير المأهولة التجارية منذ استحداث صاروخ أريان 4 عام 1988، لكنها في منافسة مع ناسا وروسيا وبرنامج الإطلاق البحري (خاص) والصين والهند وغيرها. كانت محطة فضاء كولومبس والمكوك المأهول هرمس – المصممين من قبل وكالة الفضاء الأوروبية – قيد التطوير في أواخر ثمانينات القرن التاسع عشر. رغم ذلك أُلغيت تلك المشاريع، مما منع أوروبا أن تصبح ثالث قوة فضائية عظمى.
أطلقت وكالة الفضاء الأوروبية مُختلف الأقمار الصناعية، كما استخدمت وحدة المعمل الفضائي المأهولة على متن المكوك الفضائي الأمريكي، وأرسلت المسابير إلى المذنبات والمريخ. تشارك أيضاً في محطة الفضاء الدولية مع وحدتها الخاصة ومركبة النقل الآلية لمركبة الشحن غير المأهولة.
تملك وكالة الفضاء الأوروبية حالياً برنامجاً لتطوير نظام نقل الطاقم الفضائي لمركبة الفضاء المستقلة المأهولة متعددة الوظائف المُقرر الانتهاء منها عام 2018. تتضمن بعض الأهداف الأخرى خطة تُدعى برنامج أورورا التي تطمح إلى إرسال بعثة بشرية إلى المريخ قريباً بعد عام 2030. توجد حالياً مجموعة من البعثات البارزة المتعددة والتي تهدف إلى تحقيق تلك الغاية قيد النظر. تمتلك وكالة الفضاء الأوروبية خطط وشراكة متعددة الأطراف لمزيد من المركبات الفضائية والبعثات بمشاركة أجنبية وتمويل مشترك.

### الصين
على الرغم من امتلاك الصين تمويل أقل من وكالة الفضاء الأوروبية وناسا، لكن تمكنت جمهورية الصين الشعبية من إطلاق رحلات الفضاء المأهولة وتشغيل خدمة إطلاق قمر صناعي تجاري. توجد خطط لبناء محطة فضاء صينية وبرنامج لإرسال مسابير غير مأهولة إلى المريخ. تستعد الصين لتصبح ثالث قوة فضائية كبرى.
تم التخلي عن أول محاولة للصين لإطلاق مركبة فضائية مأهولة - شجوانج- بعد سنين من التطور. في 15 أكتوبر عام 2003 تمكنت الصين من أن تصبح الدولة الثالثة لتطوير القدرات الذاتية لرحلات الفضاء البشرية عندما تمكن يانغ لي وي من دخول المدار في مهمة الفضاء شينزو 5.
في عام 2006 أصدرت وزارة الدفاع الأمريكية تقريراً عن تفاصيل بشأن التواجد المتزايد للصين في الفضاء بما في ذلك قدرتها على العمل العسكري. بالإضافة إلى ذلك في عام 2007 اختبرت الصين صاروخاً ذاتي الدفع صُمم لتدمير الأقمار الصناعية في المدار، وتبع ذلك مظاهرة في الولايات المتحدة للرغبة في امتلاك قدرة مماثلة عام 2008.

### اليابان
تلعب وكالة الفضاء اليابانية – وكالة استكشاف الفضاء اليابانية – دوراً رئيسياً في آسيا. على الرغم من أن اليابان لا تمتلك خدمة إطلاق تجارية، لكن اليابان عرضت نموذج نمطي في محطة الفضاء الدولية، كما استطاعت تشغيل مركبة النقل اتش تي في، وهي مركبة شحن فضائية غير مأهولة
تمتلك منظمة بحوث الفضاء اليابانية خطط لإرسال مسبار لمهمة fly-by لاستكشاف كوكب المريخ. تًعد مهمة المسبار القمري سيلين المهمة الأكثر تطوراً لاستكشاف القمر في مرحلة ما بعد أبولو. المسبار الياباني هايابوسا هو أول مسبار تُسجل عودته من أحد الكويكبات، كما أن إيكاروس (IKAROS) هو أول شراع شمسي يتم إطلاقه.
على الرغم أن اليابان طورت المراكب الفضائية المأهولة هوب-اكس وكانكو مارو وفوجي، لكن لم يُطلق أياً منها. تطمح اليابان الآن لإطلاق مركبة فضائية جديدة مأهولة بحلول عام 2025 وبناء قاعدة قمرية بحلول عام 2030.

### الهند
تمتلك المنظمة الهندية لبحوث الفضاء – وكالة الفضاء الوطنية بالهند – برنامج فضاء نشط. كما تدير خدمة إطلاق تجارية صغيرة، واستطاعت بنجاح إطلاق بعثة قمرية غير مأهولة- في أكتوبر 2007 - يُطلق عليها اسم شاندرايان 1. بالإضافة إلى ذلك تمتلك الهند خططاً لإطلاق المزيد من البعثات غير المأهولة إلى القمر في المستقبل القريب، بالإضافة إلى مهمة إلى المريخ في نوفمبر 2013. تُطور المنظمة الهندية لبحوث الفضاء حالياً نموذجاً مصغراً لمكوك الفضاء.

### دول أخرى
انطلق ملاحي ورواد فضاء من الدول الأخرى إلى الفضاء، ابتداءاً برحلة فلاديمير ريميك – التشيكي – على متن المركبة الفضائية السوفيتية في 2 مارس عام 1978. اعتباراً من عام 2007، انطلق مواطنون من 33 دولة (من ضمنهم سياح فضاء) إلى الفضاء على متن مركبات فضائية صينية وروسية وأمريكية وسوفيتية.
تمتلك الهند واليابان قدرة متزايدة على المنافسة في مجال البحث والنشاط الفضائي. تشكل تلك الدول – جنباً إلى جنب مع الصين – اللاعبين الرئيسيين في سباق الفضاء الآسيوي. أعلنت إيران مؤخراً عن خطط لبدء برنامج الفضاء المأهول عام 2021.